# 安堅
安堅乃朝鮮王朝時代初期之山水畫畫家。
忠清南道池谷人，字可度、得守，號玄洞子、朱耕，生卒不詳，但相信死於十五世紀下半葉。於世宗年間活躍，承繼北宋郭熙畫風，其以安平大君之夢為依據所繪製，以淡墨展現桃源鄉美態的《夢遊桃源圖》（今藏於日本天理大學附屬天理圖書館，屬重要文化財）為代表作，據說其於三日內完成此圖。十六世紀中期以後，大量屬安堅派的畫家出現。

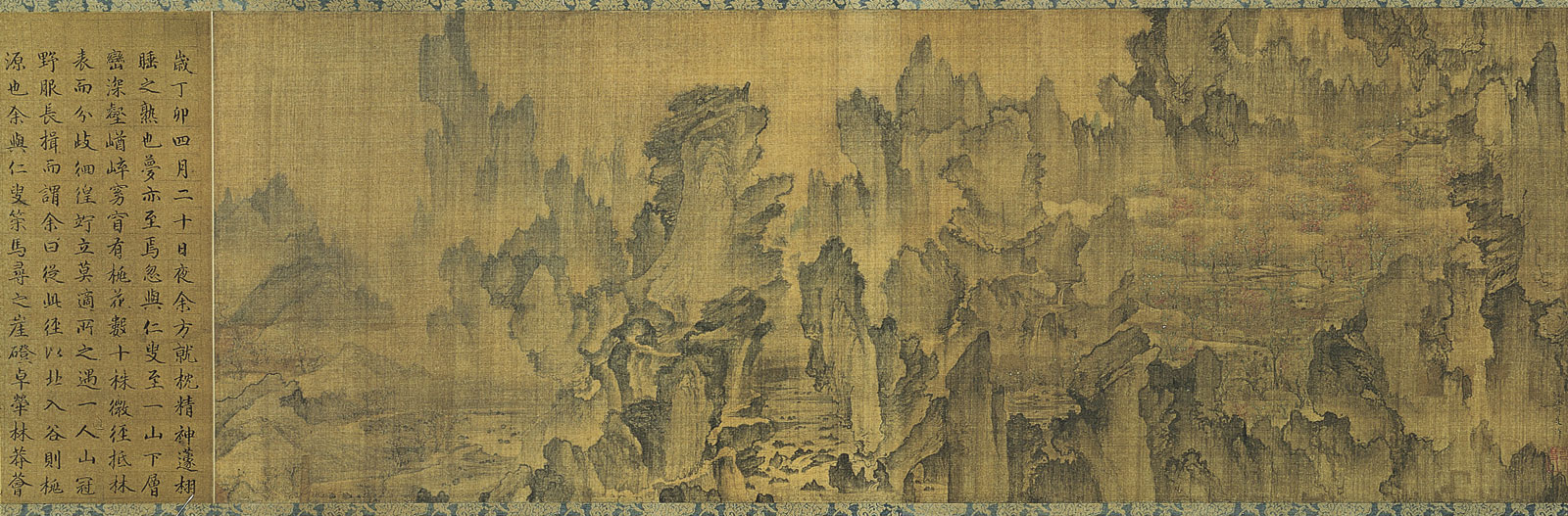
《夢遊桃源圖》